# Symphylella cubae
Symphylella cubae är en mångfotingart som beskrevs av Hilton 1931. Symphylella cubae ingår i släktet findvärgfotingar, och familjen slankdvärgfotingar. Inga underarter finns listade i Catalogue of Life.